# Lissodynerus agilis
Lissodynerus agilis är en stekelart som först beskrevs av Smith 1858.  Lissodynerus agilis ingår i släktet Lissodynerus och familjen Eumenidae.

## Underarter
Arten delas in i följande underarter:
- L. a. cursor
- L. a. novaeguineae
- L. a. postremus
- L. a. multifasciatus